# Ixora macrothyrsa
Ixora macrothyrsa är en måreväxtart som först beskrevs av Johannes Elias Teijsmann och Simon Binnendijk, och fick sitt nu gällande namn av Thomas Moore. Ixora macrothyrsa ingår i släktet Ixora och familjen måreväxter.

## Underarter
Arten delas in i följande underarter:
- I. m. macrothyrsa
- I. m. nitida